# Скорый поезд (фильм)
«Скорый поезд» — фильм режиссёра Бориса Яшина по сценарию Елены Ласкаревой, снятый в 1988 году на киностудии «Мосфильм» по заказу Гостелерадио.

## Сюжет
Официантка вагона — ресторана Ольга Коренева, движимая заботой о маленьком сыне, использует для заработка нечестные средства. Расплата за это горька.— анонс фильма в журнале «Советский экран», 1988
Официантка вагона-ресторана Ольга Коренева приезжает в посёлок Ферзиково, где живут её мать Ксения и сын Антон. Соседи Ксении доверяют Ольге. Ксении досталась малогабаритная квартира в наследство от бабы Вали, которая умерла в этот момент. Антон находился постоянно в школе-интернате. Из-за сына между Ольгой и Ксенией постоянно происходят скандалы. Чтобы быть со своим любимым, Ольга решает увезти сына подальше от матери.

## В ролях
- Елена Майорова — Ольга Коренева
- Женя Пивоваров — Антон (Корешок), сын Ольги
- Татьяна Агафонова — Лидка, официантка вагона-ресторана
- Александр Буклеев — Павел, директор вагона-ресторана
- Людмила Корюшкина — Галина, официантка вагона-ресторана
- Лидия Савченко — Ксения, мать Ольги
- Галина Стаханова — Алла
- Александр Сафронов — Владимир Рыбаков
- Александра Харитонова — пассажирка в ресторане
- Таисия Смирнова — Вера Васильевна

## Съёмки
Часть съёмок проводилась в посёлке Ферзиково: в фильме появляются общие планы железнодорожного вокзала станции Ферзиково и кадры школы-интерната, в которой учился сын главной героини Ольги. Съемки велись в действующей школе-интернате, которая располагалась в усадьбе А. Н. Чирикова. Несколько эпизодов фильма было снято в Мурманске: в фильме появляются кадры снятые на Прибрежной дороге у Кольского залива, на станции Мурманск и у Морского вокзала.

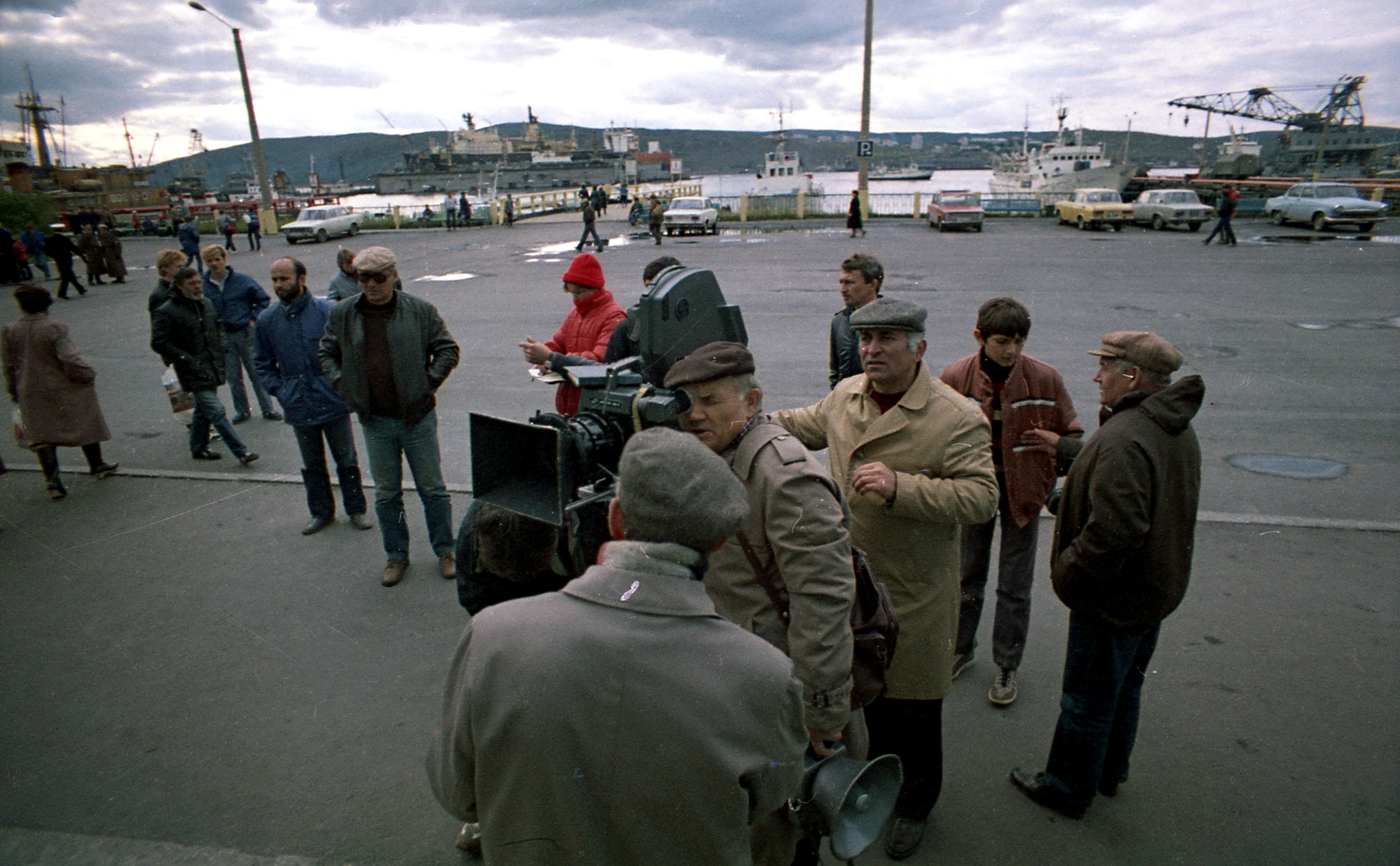
Борис Яшин и Владимир Папян на съёмках фильма в Мурманске
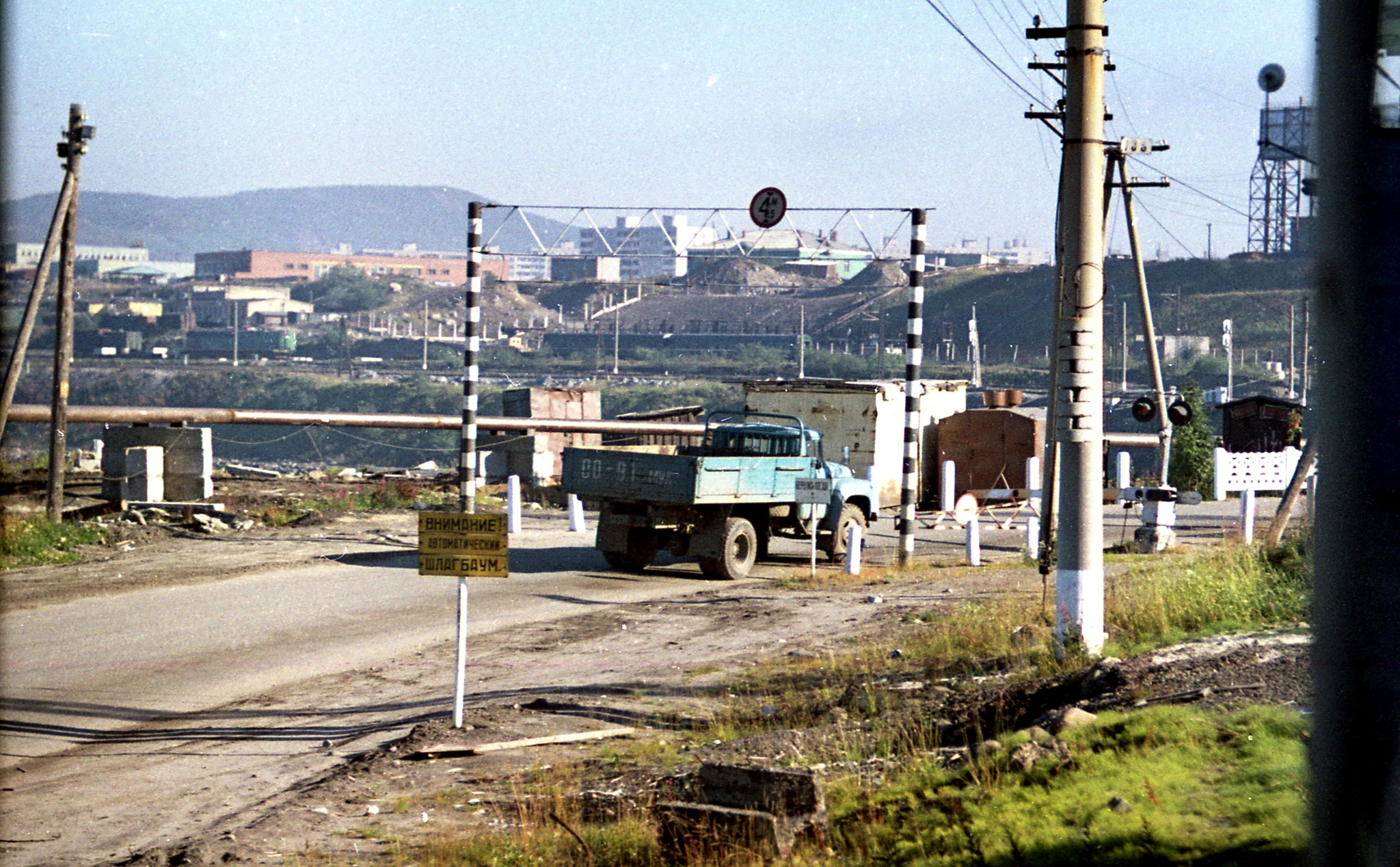
Мурманский переезд из фильма. Около остановочного пункта 2-й километр (?)
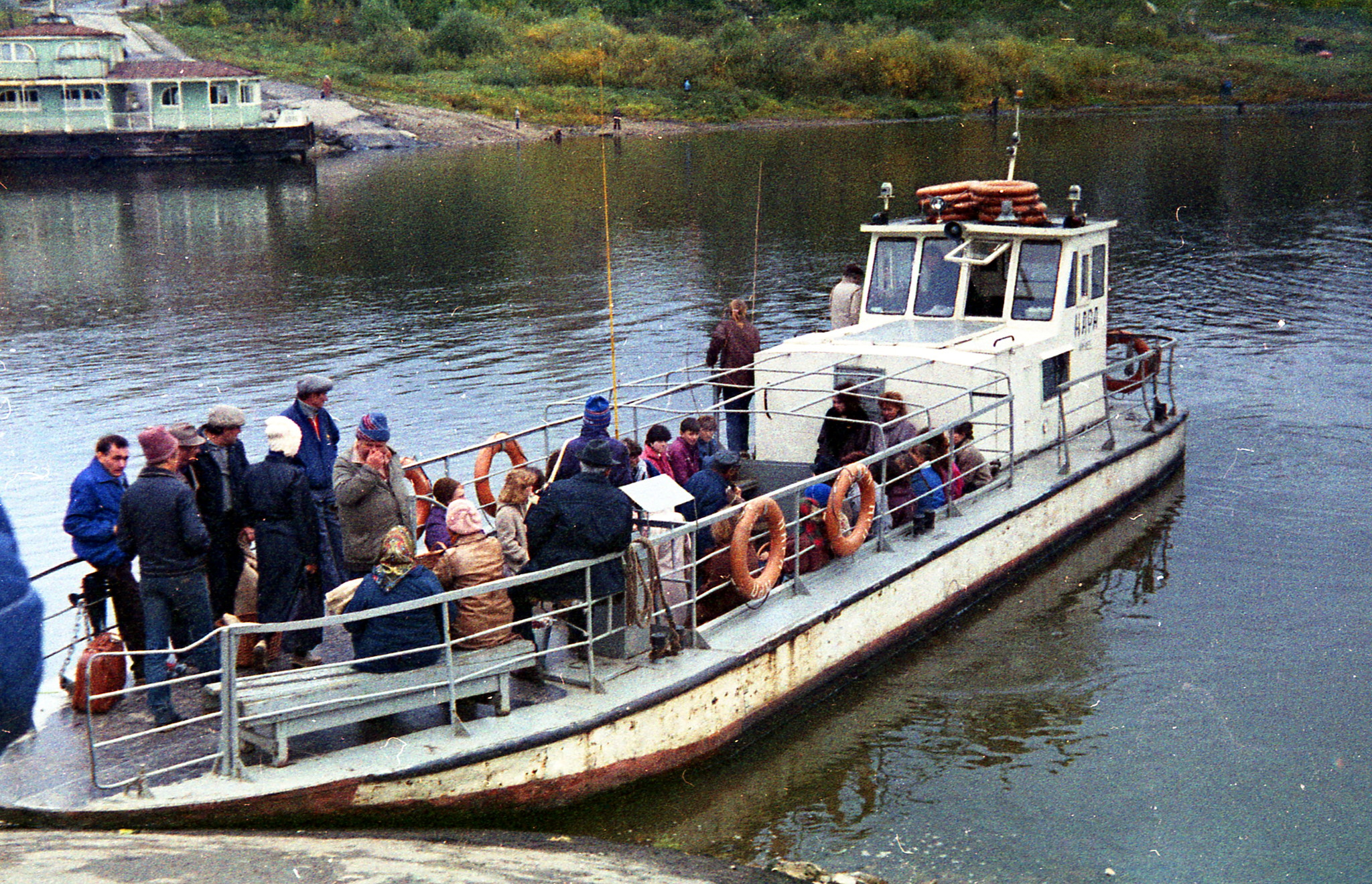
Съёмочная группа фильма отплывает в п. Ферзиково Калужской области
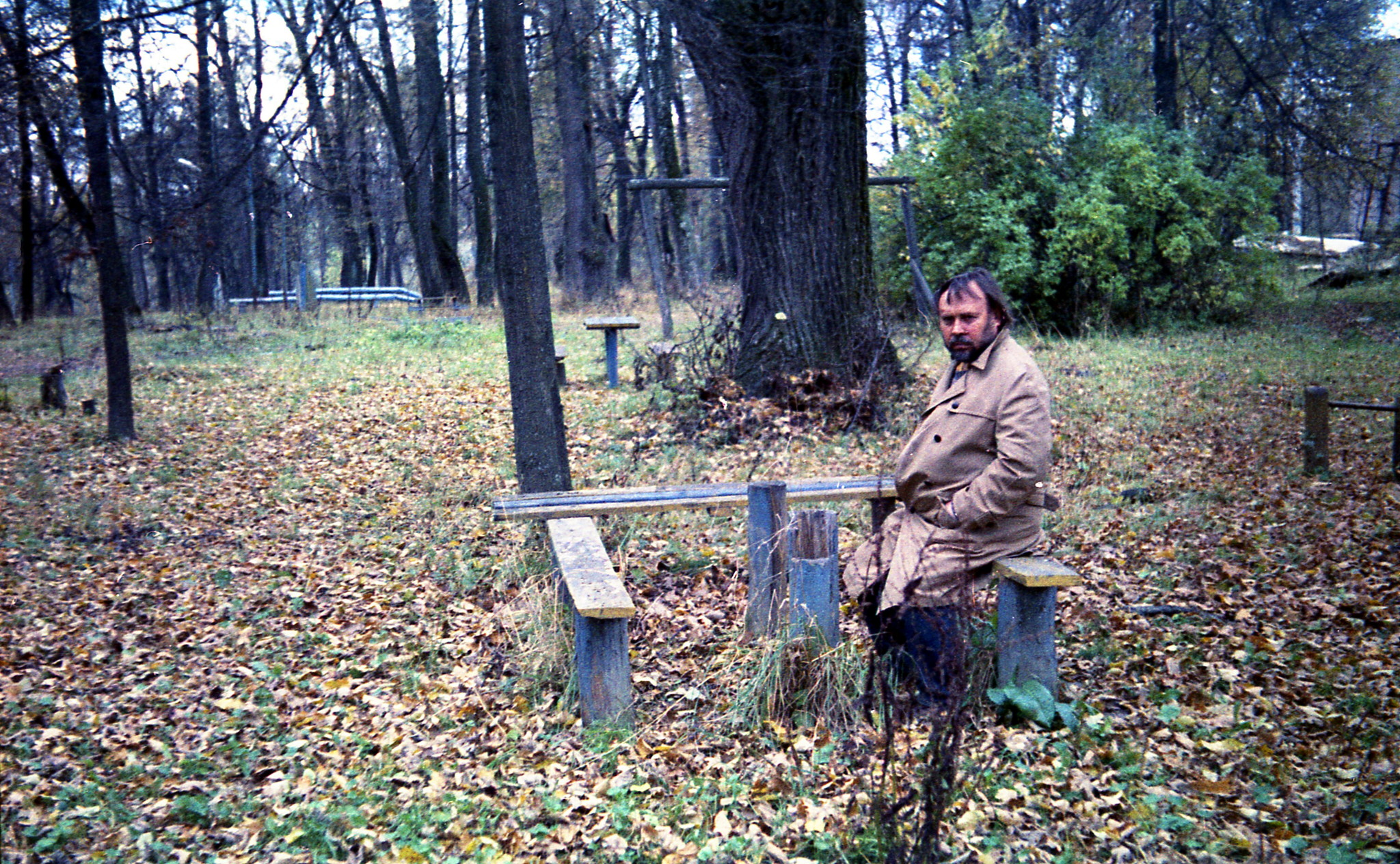
Художник-постановщик Леонид Михайлович Платов на съёмках фильма в п. Ферзиково

Фото: Андрей Платов, 1987 г.

## Критика
Киновед Эльга Лындина назвала роль проводницы Ольги одной из лучших ролей актрисы Елены Майороваой:

В «Скором поезде» Майорова собрала воедино многое из того, что она прежде рассказывала по крохам. О женской обездоленности, бездомье, надломе. О потаенной мечте о том, что однажды в ее жизни все изменится, никто больше не посмеет оскорбить ее, унизить. Рядом наконец будет Он. Уйдут страдания. Майорова вела зрителей по закоулкам заблудшей души проводницы Ольги и по закоулкам наших душ, вскрикивая от боли, хватаясь за соломинки. И веруя, всё ещё веруя, хотя соломинки ломались, а люди тонули в пучине.

## Фестивали и награды
1-й фестиваль актёров советского кино «Созвездие» (1989, Калинин) — приз в категории «Лучшая женская роль» актрисе Елене Майоровой.